# ナッカーレ

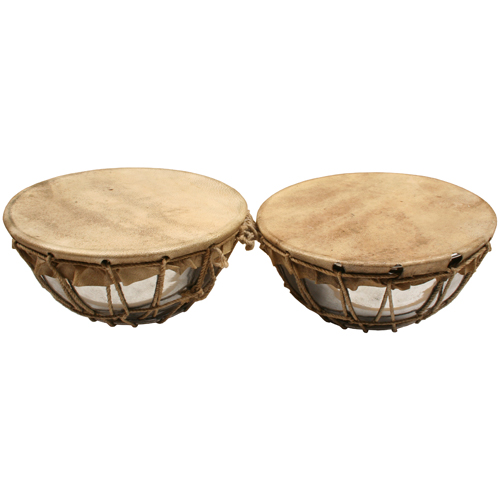
ナッカーレ

ナッカーレ (nakkare, Naqqāra) は、中近東で使用される鍋型あるいは鉢型の太鼓。ナッカーラ、ナッカラ、ナッカレとも表記される。

## 概要
金属製・木製・土製などの胴に革を張り、紐で締めてある。大きさと音高の違う2つの太鼓を一組として使用されるが、その2つは紐で繋いであったり、木枠で固定されている。
また、キョスと同じく、ティンパニの原型と考えられている。